# مدينة العباسي
العباسي مدينة عراقية تقع في الجهة الغربية من قضاء الحويجة جنوب غرب مدينة كركوك يبلغ عدد سكانها 30.188 نسمة من العرب السنة. وتتبع لناحية العباسي الكثيره من القرى ويبلغ عدد القرى التابعة لها 51 قرية تمتد ناحية العباسي من الحفر العباسي شرقا وحتى نهر دجله غربا ومن نهر الزاب الأسفل شمالا وحتى الطريق الذي يربط مدينة كركوك بمدينة بيجي جنوبا وتبلغ مساحتها حوالي 580كم إلى 600كم مربع ومن أبرز القرى التابعة لها قريه عرصه والتي تعتبر أكبر قراها من حيث الكثافة السكانية والمساحة وتل الذهب والشجرة وحوض سته وغريب وغيرها من القرى الأخرى.
اشتهرت ناحية العباسي بزراعة الخضراوات صيفا وبزراعة الحنطة شتاء وبتربية الماشية كالابقار والاغنام مما عزز الدخل اليومي لسكانها الذين يعتمدون وبنسبة 70% على هذه المهنة، لاتعتبر العباسي منطقة صناعية أو تجارية كونها منطقة بعيده نسبيا عن الطرق التي تربط المحافظات العراقية ببعضها،
سقطت بأيدي تنظيم الدولة الإسلامية (داعش ) بتارخ 2014/6/10 تعرض اهلها كما تعرضت باقي المدن العراقية على النزوح منها بأتجاه ناحية العلم جنوبا ومدينة كركوك شرقا بقيت تحت حكم التنظيم ثلاث سنوات وثلاثة أشهر وعشرون يوما حتى تم تحريرها على يد قوات فرقة الرد السريع بتاريخ 2017/10/1 واعتبرت معركة تحريرها من إحدى المعارك الأكثر سهولة للقوات العراقية .

## التسمية
سميت بهذا الاسم نسبه إلى الآثار العباسيه في المنطقة مثل الحفر العباسي شرق المدينة وبعض التلال الأثرية مثل تل الجارشلو غرب المدينة وتلول ذياب والغربة وتل الفرس ورسم ال الذهب

## السكان
يسكن العباسي أغلبية عربيه سنيه من عشائر الجبور والبگاره والبو سلامه والعبيد السبعاويين.

## مقاطعات ناحية العباسي

مقاطعات ناحية العباسي والنواحية المجاورة

| المقاطعة ورقمها        | مساحتها دونماً | سكانها |
| فاخرة وإمام إسماعيل 14 | 16997         |        |
| تل جارشلو 15           | 19539         |        |
| غريب 16                | 28236         |        |
| الشجرة 17              | 12265         |        |
| الحوائج 18             | 6461          |        |
| تل الذهب 19            | 14988         |        |
| بريج 20                | 3576          |        |
| شاكلدي 27              | 19903         |        |
| تل الأحنف 29           | 23078         |        |
| كيصومة 30              | 20590         |        |
| وعرة السحل 31          | 16597         |        |
| تلول عبيد 32           | 21090         |        |
| المجموع                | 203320        |        |

## الأحداث
سقطت مدينه العباسي في العاشر من حزيران 2014 بيد تنظيم داعش.